# Barbara Campanini
Barbara Campanini, conosciuta come La Barberina, (Parma, 27 settembre 1719 – Lubin, 7 giugno 1799), è stata una ballerina italiana, una delle più note danzatrici del Settecento.
Cominciò a studiare danza, allieva di Antonio Rinaldi Fossano, con il quale fece il suo debutto all'Opera di Parigi nel 1739, riscuotendo immediatamente un grande successo. Dopo un tour londinese, ritornò in scena a Parigi nel 1743. Lì, fu notata dall'inviato di Federico II che la segnalò al giovane re prussiano. Il sovrano, all'epoca, stava riorganizzando le attività artistiche in Prussia e offrì alla danzatrice un contratto principesco per poterla avere a Berlino.
Il rapporto tra i due, però, iniziò in maniera oltremodo burrascosa: la Barberina, pur avendo firmato il contratto con il plenipotenziario prussiano, si rifiutò in seguito di onorarlo, fuggendo a Venezia e provocando così la reazione del re. La fuga mise in subbuglio le cancellerie e le corti europee, provocando una crisi diplomatica che coinvolse mezza Europa.

## Biografia
Si è ritenuto a lungo che Barbara fosse nata a Parma nel 1721. Il certificato di battesimo è stato rinvenuto da Andrea Perego presso l'Archivio di Stato di Parma e attesta che la sua reale data di nascita è il 27 settembre 1719. Era figlia di un'ex ballerina rimasta vedova: Barbara studiò danza insieme alle sue due sorelle, iniziando probabilmente a danzare con un coreografo del teatro Farnese, quindi lavorò con il napoletano Rinaldi Fossano. Notata dal coreografo nel 1739, si esibì sotto la sua direzione prima a Torino e quindi a Parigi.
Soprannominata la Barberina, a Parigi apparve in Fêtes d'Hébé ou Les Talents lyriques, un'opéra-ballet musicata da Jean Philippe Rameau che, per lei, compose quattro arie.
Il suo stile di danza suscitò un tale successo, che l'opera rimase in cartellone per quasi due mesi. Dopo aver ballato insieme anche in Zaïde, reine de Grenade, la Campanini e Rinaldi Fossano si esibirono il 29 ottobre 1739 davanti al re a Fontainebleau.
La sua bellezza, oltre che la sua bravura, la resero oltremodo famosa e si trovò presto oggetto di disputa tra i suoi numerosi ammiratori. Lord Arundel, un ricchissimo inglese, ne ottenne i favori ma la loro relazione provocò grande scandalo quando l'amante in carica della ballerina, il principe Vittorio Amedeo di Carignano, li sorprese insieme. La reazione del principe indusse la Barberina a non presentarsi in scena per una settimana e a progettare di lasciare Parigi. Il Carignano riuscì a convincerla, promettendole in cambio piena libertà e una sostanziosa somma mensile.
Nel 1740, dopo essersi esibita davanti a Luigi XV a Versailles, la Barberina lasciò in luglio la Francia per danzare il 1º agosto a Londra, durante le celebrazioni per il compleanno della principessa Augusta di Brunswick. Rimasta a Londra, in ottobre, fece la sua apparizione al Covent Garden, dove la sua esibizione fu accolta come un vero trionfo. Ritornata a Parigi, vi riscosse ancora una volta un grande successo. Di nuovo al Covent Garden per la stagione 1741-1742, venne quindi ingaggiata dal Theatre in Smock-Alley di Dublino, dove apparve l'ultima volta il 29 agosto 1742.

### La fuga a Venezia

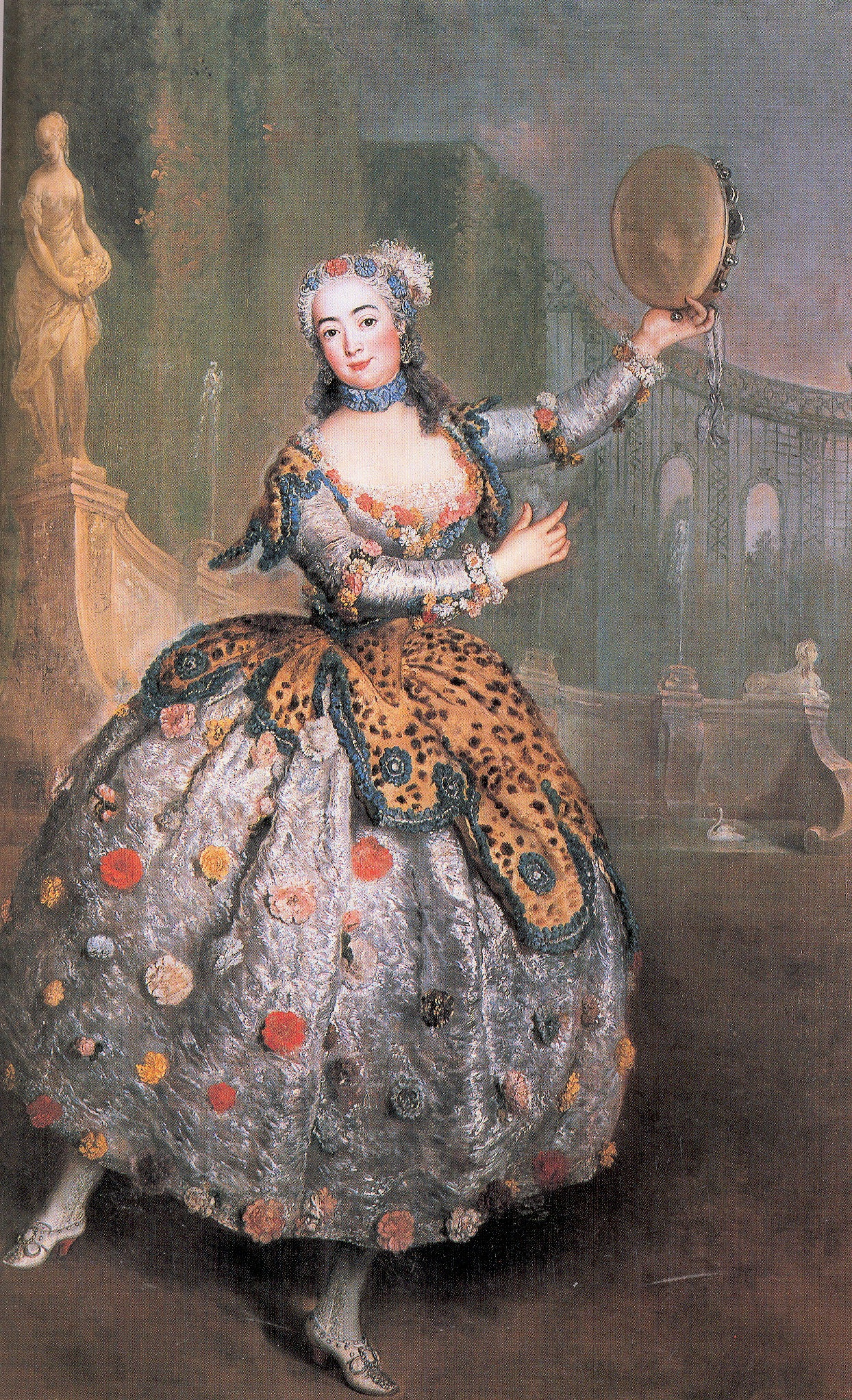
Ritratto di Antoine Pesne (circa 1745)

Nel frattempo, nel 1741 il principe di Carignano era morto. Nel settembre 1743, la Barberina si impegnò a recarsi in Prussia per far parte del teatro di corte di Federico II. In base al contratto, stilato con M. de Chambrier, ministro plenipotenziario prussiano, la ballerina avrebbe dovuto recarsi a Berlino subito dopo i festeggiamenti del carnevale 1744.
Ma Barbara Campanini si sottrasse agli impegni presi; scappò invece a Venezia insieme a lord James Stuart de Mackenzie, un giovane innamorato deciso a sposarla. Da quel momento, scoppiò un caso politico e diplomatico che coinvolse Prussia, Austria, Francia, Spagna, Inghilterra e la repubblica veneziana che, come ospite della coppia in fuga, non sapeva bene che pesci pigliare per non offendere nessuno dei potenti contendenti. Intervenne perfino l'Ungheria, che cercò di farsi ascoltare dalla Campanini, suddita di Maria Teresa. La ballerina, però, si rifiutava di lasciare quello che, dichiarava, era suo marito. Non solo, il matrimonio avrebbe, sempre secondo lei, sciolto il contratto che la legava al re di Prussia e che lei aveva sottoscritto da nubile. Gli ambasciatori spagnoli e francesi cercarono di convincerla ad ottemperare ai suoi obblighi senza riuscirci. Federico II diede una svolta decisionista alla faccenda facendo sequestrare il bagaglio dell'ambasciatore veneziano Cappello che, proveniente da Londra, si trovava a passare nei suoi territori dovendo tornare a Venezia. La Repubblica, messa alle strette, venne forzata a riprendere le trattative che furono condotte a Vienna per la Prussia dal conte Dohna e per i veneziani da Marco Contarini: la Campanini venne arrestata e, alla frontiera di Palmanova, consegnata a un ispettore tedesco. Nel frattempo, MacKenzie non riusciva a far intervenire gli inglesi, a causa dell'opposizione della sua famiglia al matrimonio con una ballerina. Il giovane lord chiese allora inutilmente udienza al re per perorare la sua causa: mentre la Barberina giungeva a Berlino dove già si trovava il giovane lord con la sua supplica, Federico - che non aveva voluto riceverlo - rispose intimando a MacKenzie di lasciare immediatamente la Prussia.

Allontanata dal lord - che per anni le avrebbe continuato a manifestare il suo amore e la sua amicizia attraverso una fitta corrispondenza - la Barberina si rassegnò a prendere il suo posto alla corte di Potsdam. Le sue prime esibizioni soddisfecero talmente il re che la ballerina si vide assegnare un congruo compenso per le sue prestazioni e il rinnovo del contratto per la durata di cinque anni. La Campanini aveva chiesto l'enorme cifra di cinquemila talleri e Federico, noto per non essere di solito particolarmente prodigo, questa volta accettò di sborsare quanto gli era stato chiesto. Non solo, l'anno seguente, aumentò la cifra di altri duemila talleri a condizione che la Barberina non contraesse matrimonio.

### Il ritorno in Prussia

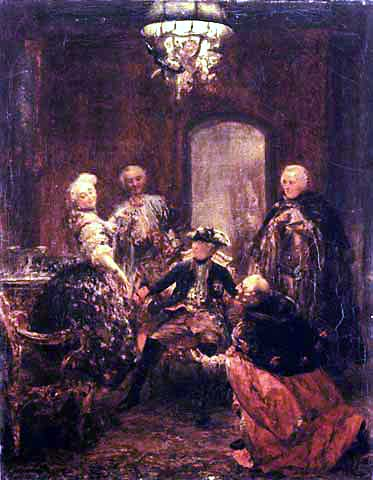
La Barberina nel separée di Federico il Grande
Quadro di Adolph von Menzel (1852)

Alla corte prussiana, la Barberina riscosse grandi successi. Nella sua residenza sulla Behrenstrasse si ritrovavano i migliori intellettuali di tutta Europa, con lo stesso Federico frequentatore abituale del suo salotto. Nel frattempo, la ballerina si esibiva alla Hofoper, sempre applauditissima. Nel 1749, però, Barbara Campanini cadde di nuovo in disgrazia presso il re e sempre per ragioni amorose: il giovane Carl Ludwig von Cocceji, figlio di Samuel von Cocceji, il Gran Cancelliere del Regno, si innamorò di lei, dichiarandosi pubblicamente. La loro relazione mandò sulle furie il sovrano e, alla Barberina, che voleva recarsi a Londra, fu proibito di lasciare il territorio prussiano. Riuscì a raggiungere l'Inghilterra solo dopo aver estinto alcuni debiti.
Di ritorno dopo il soggiorno londinese - durante il quale aveva incontrato Mackenzie e, molto probabilmente, si era esibita al Covent Garden - Barbara Campanini si sposò con Cocceji. Dopo l'annuncio delle nozze, Federico aveva messo sotto chiave il barone ma, quando lo aveva poi liberato, il giovanotto aveva subito raggiunto l'amata per sposarla in gran segreto. Le loro nozze erano state molto mal digerite dalla corte prussiana e Cocceji e consorte vennero "esiliati" in Slesia dove la Barberina, abituata a una vita di grandi relazioni, si trovò intrappolata in un ambiente provinciale, con un marito che si stava rivelando troppo autoritario per i suoi gusti e anche poco fedele. La coppia ben presto si separò, divorziando nel 1788. La baronessa richiese a questo punto una sorta di indennizzo, ovvero il titolo di contessa. In cambio, lei si impegnava a fondare un istituto per le ragazze povere e nobili della Slesia. Da quel momento, la neo contessa si ritirò a vita privata, assolvendo con costanza fino alla sua morte il compito che si era scelta.
Il 7 giugno 1799, quasi ottantenne, Barbara Campanini morì in seguito alla rottura di un aneurisma. Venne sepolta nella chiesa di Hochkirch.

## Filmografia

### Film o documentari dove appare La Barberina
- Die Tänzerin Barberina, regia di Carl Boese (1920) - interpretata da Lyda Salmonova
- Die Mühle von Sanssouci, regia di Siegfried Philippi e Frederic Zelnik (1926) - interpretata da Olga Tschechowa
- Die Tänzerin von Sans Souci o La Barberina, regia di Frederic Zelnik (1932) - interpretata da Lil Dagover
- Die Mühle von Sanssouci, regia di Erich Neureuther (1968) - interpretata da Dunja Rajter